# گذر ۲
گذر ۲ (به انگلیسی: Passage II) نقاشی از جسپر جانز است که در سال ۱۹۶۶ کشیده شده‌است.

## تاریخچه
گذر ۲ در سال ۱۹۶۶ کشیده شد. جانز پای راست یکی از دوستانش به نام باربارا رز را در گوشهٔ سمت چپ بالای این اثر به صورت وارونه همراه با تعدادی حروف الفبا نقاشی کرد. این تابلو در اوایل دههٔ ۱۹۷۰ میلادی توسط معامله‌گر جانز، لئو کاستلی به فرح دیبا فروخته شد و بعدها در گنجینهٔ موزه هنرهای معاصر تهران جای گرفت. پس از انقلاب ۱۳۵۷ ایران، این تابلو و دیگر آثار موزه در زیرزمین آن جای گرفتند و به نمایش درنیامدند. در سال ۲۰۰۵ بیشتر آثار موزه برای نخستین بار پس از انقلاب به نمایش درآمدند وانگهی گذر ۲ در میان این آثار نبود. دلیل به نمایش درنیامدن این تابلو احتمالاً وجود پای یک زن در آن بوده‌است.